# Lijst van personen overleden in februari 2021
Dit is een lijst van bekende personen die zijn overleden in februari 2021.

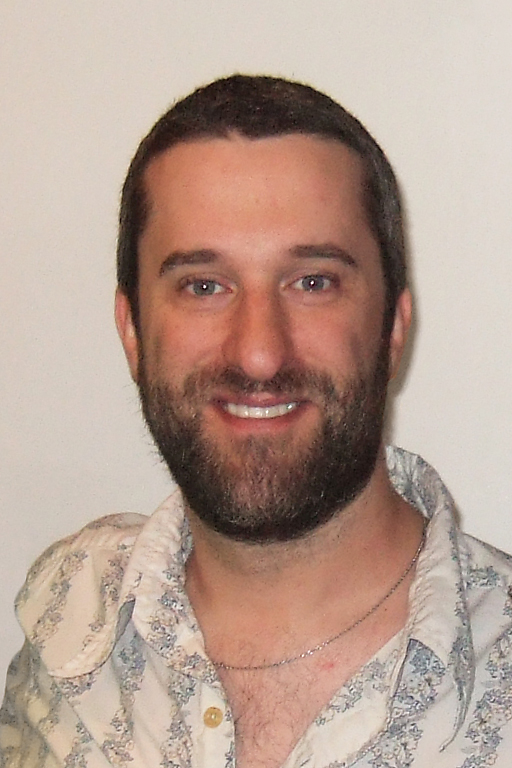
Dustin Diamond
1 februari

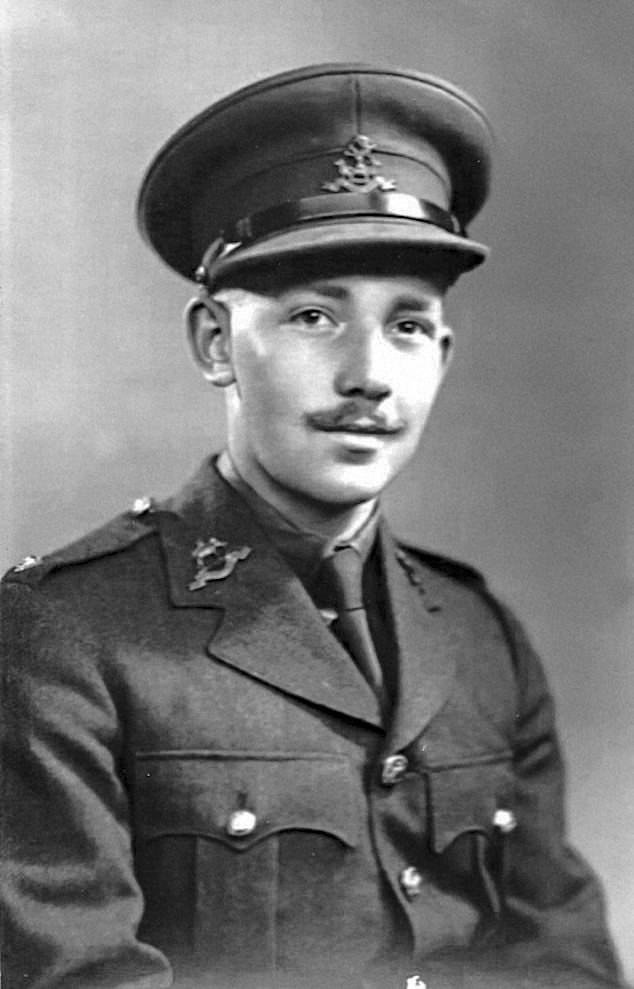
Tom Moore
2 februari

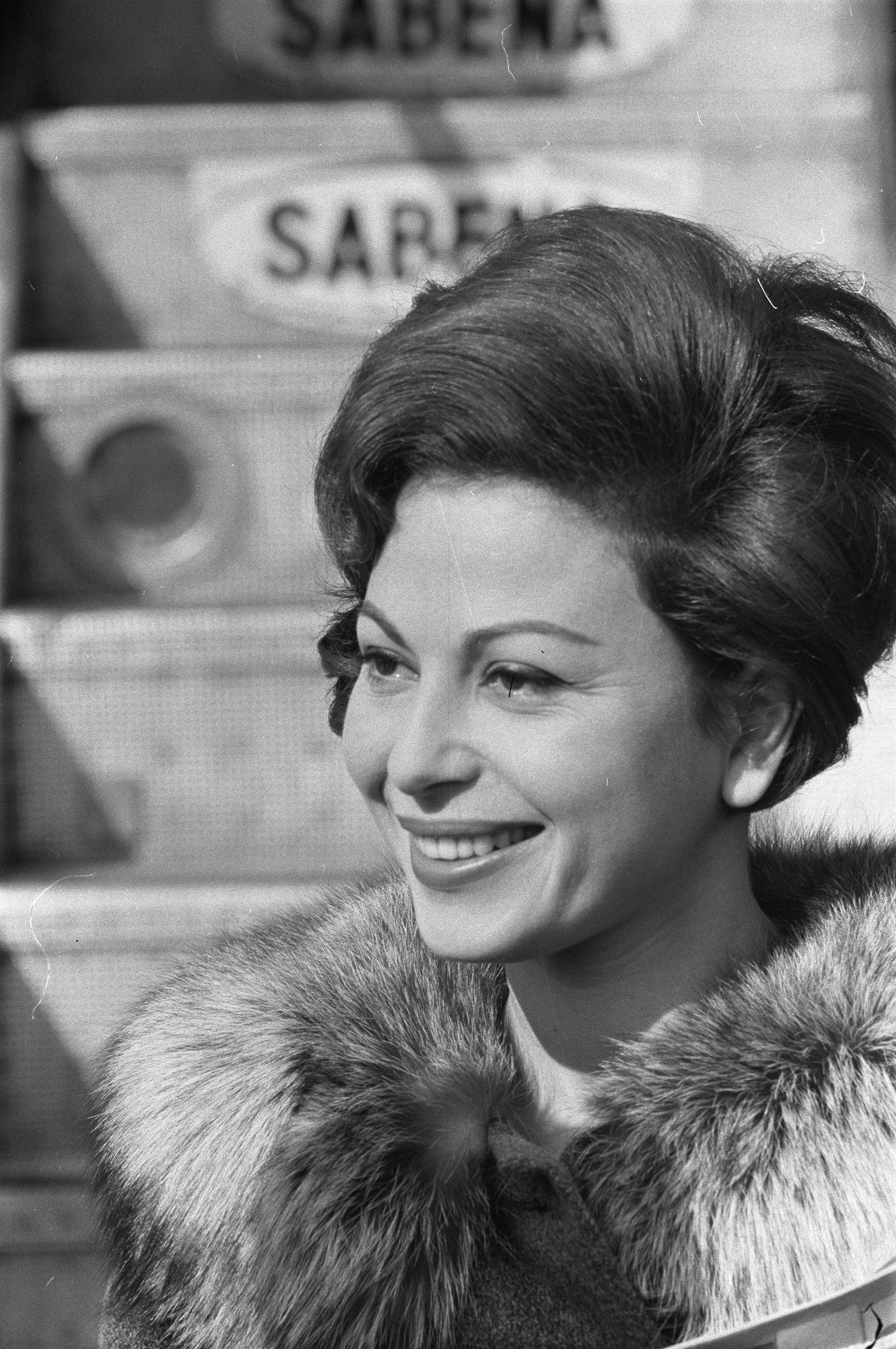
Haya Harareet
3 februari

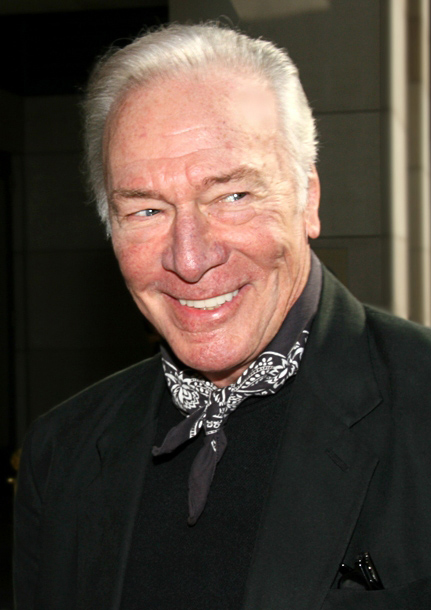
Christopher Plummer
5 februari

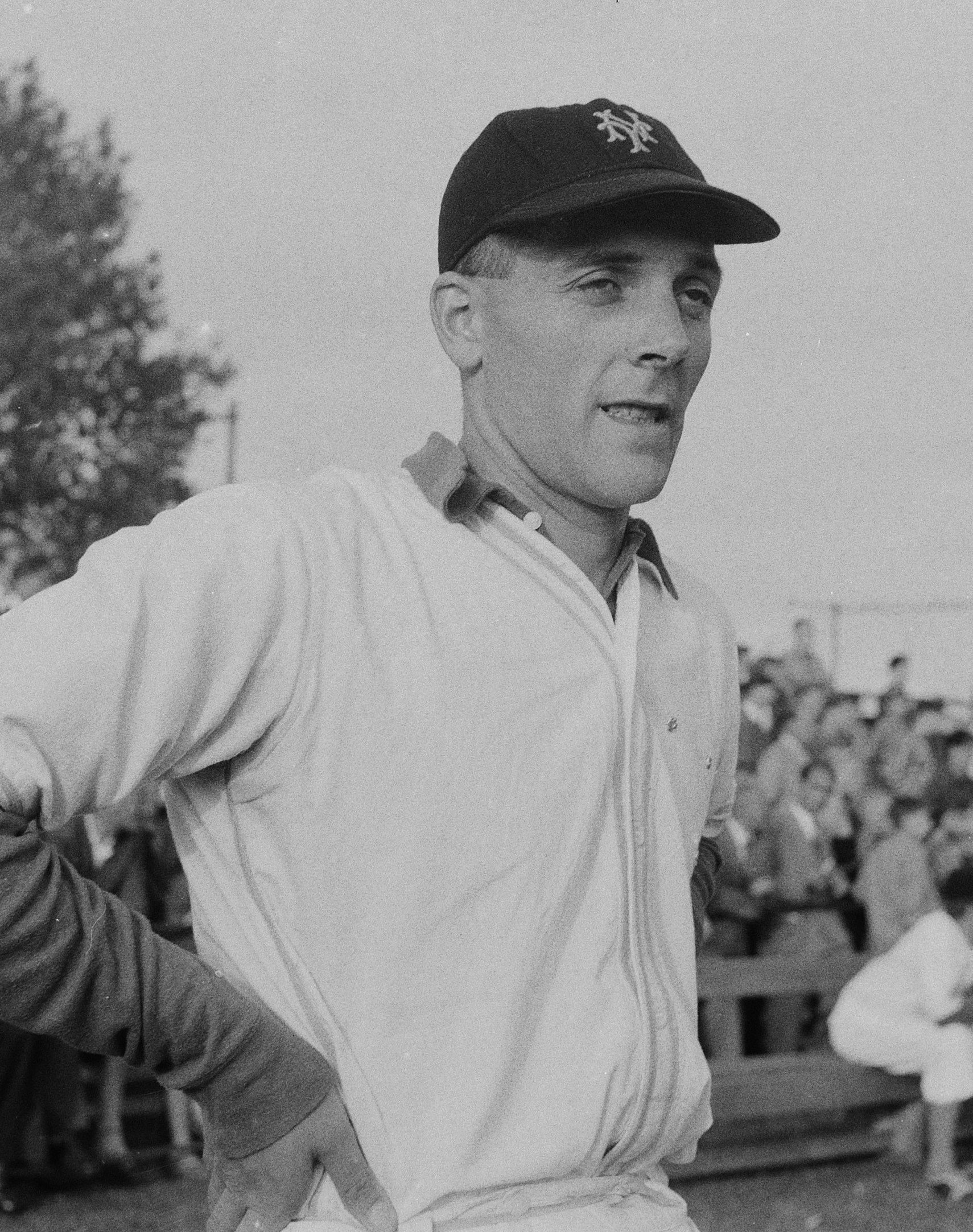
Han Urbanus
5 februari

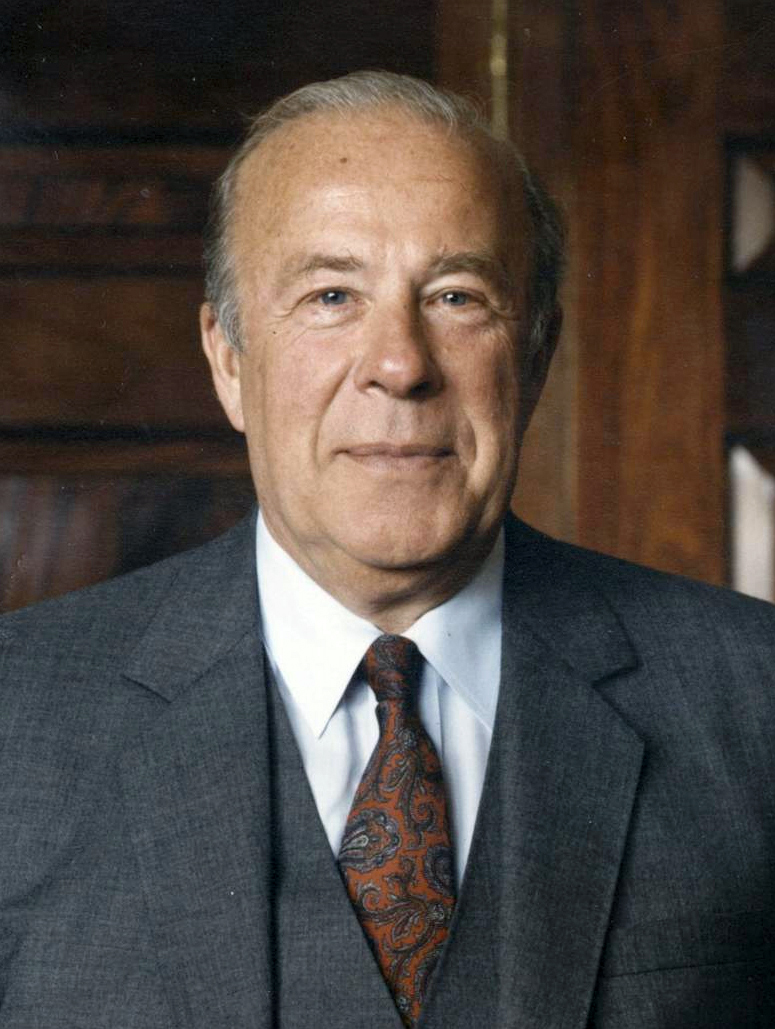
George Shultz
6 februari

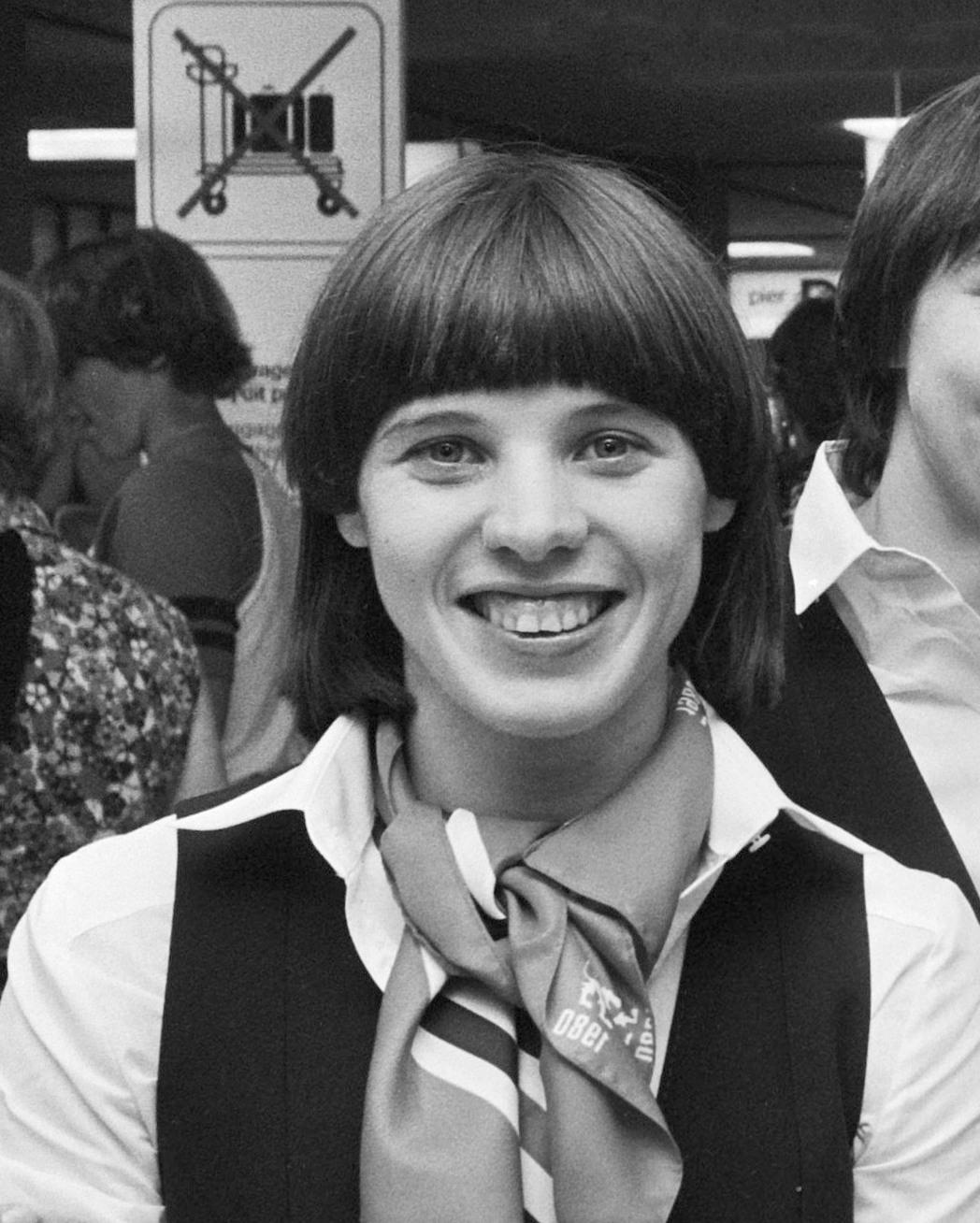
Els Vader
8 februari

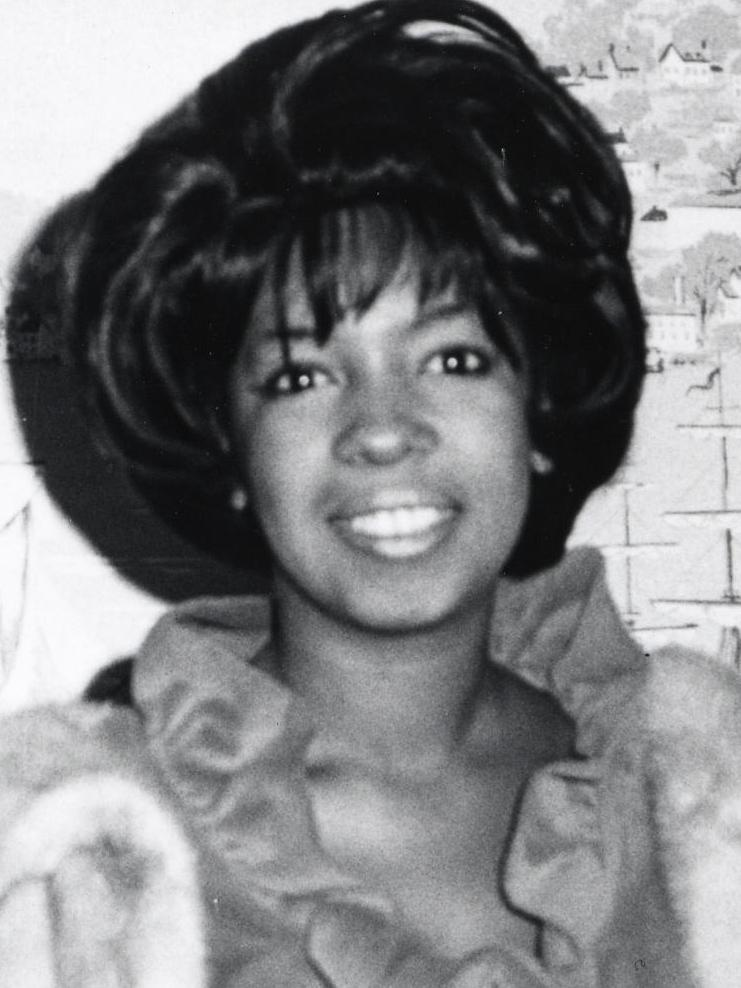
Mary Wilson
8 februari

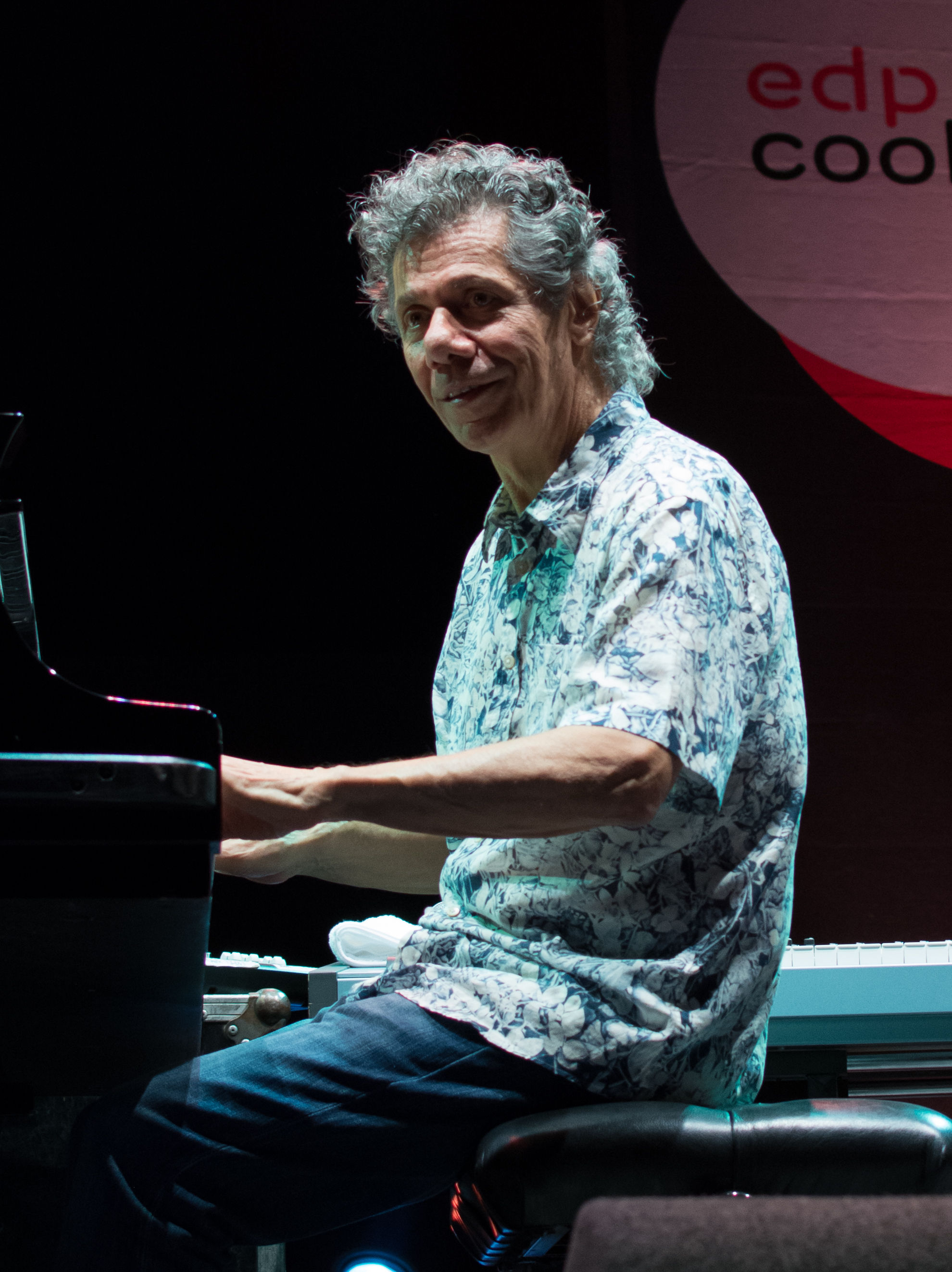
Chick Corea
9 februari

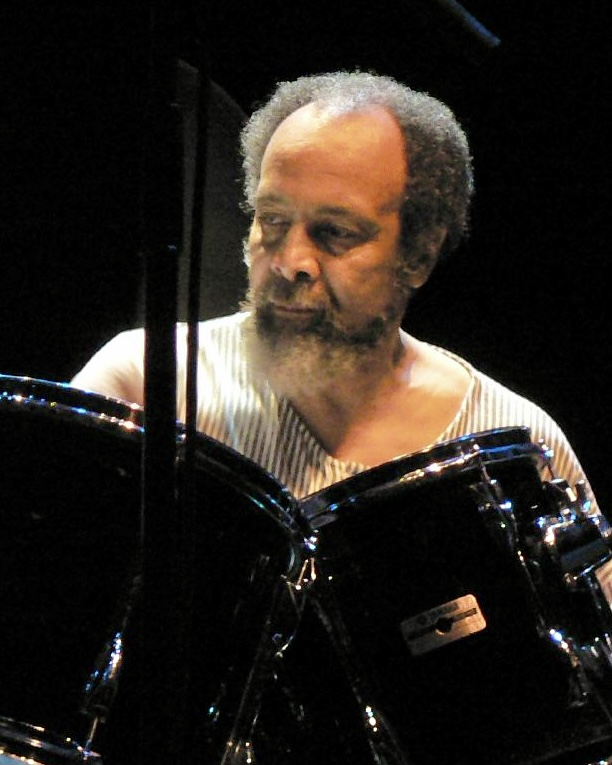
Milford Graves
12 februari

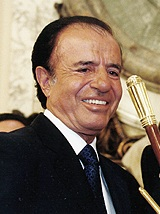
Carlos Menem
14 februari

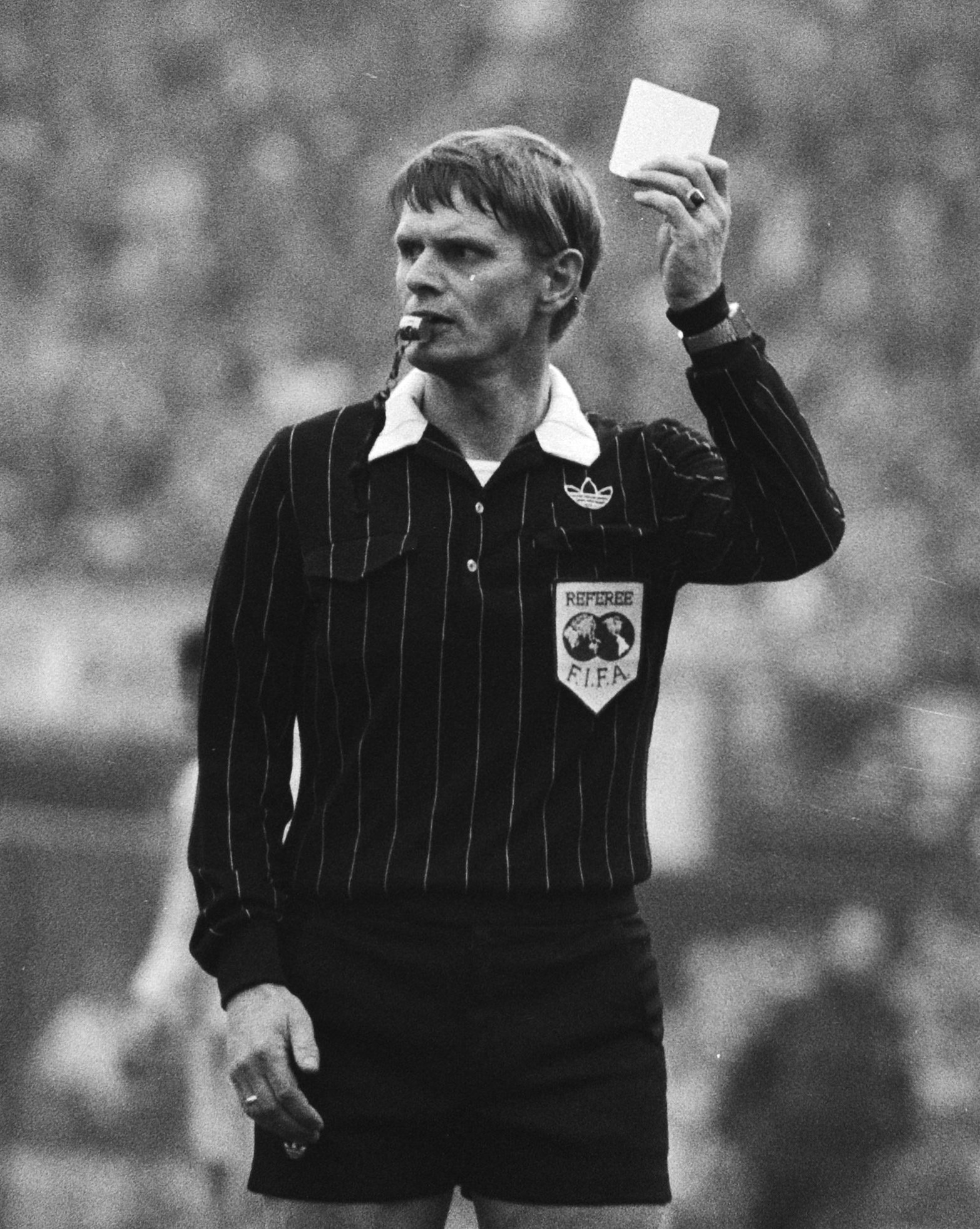
Egbert Mulder
16 februari

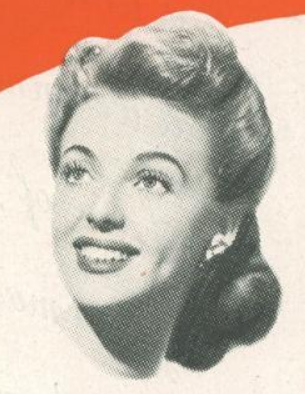
Martha Stewart
17 februari

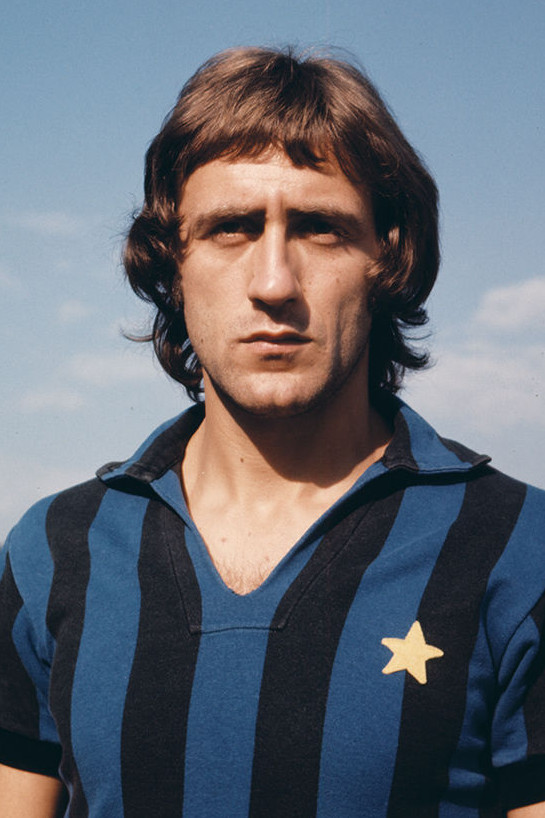
Mauro Bellugi
20 februari

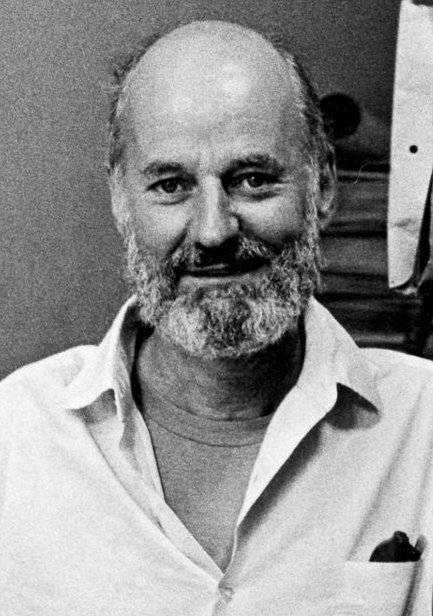
Lawrence Ferlinghetti
22 februari

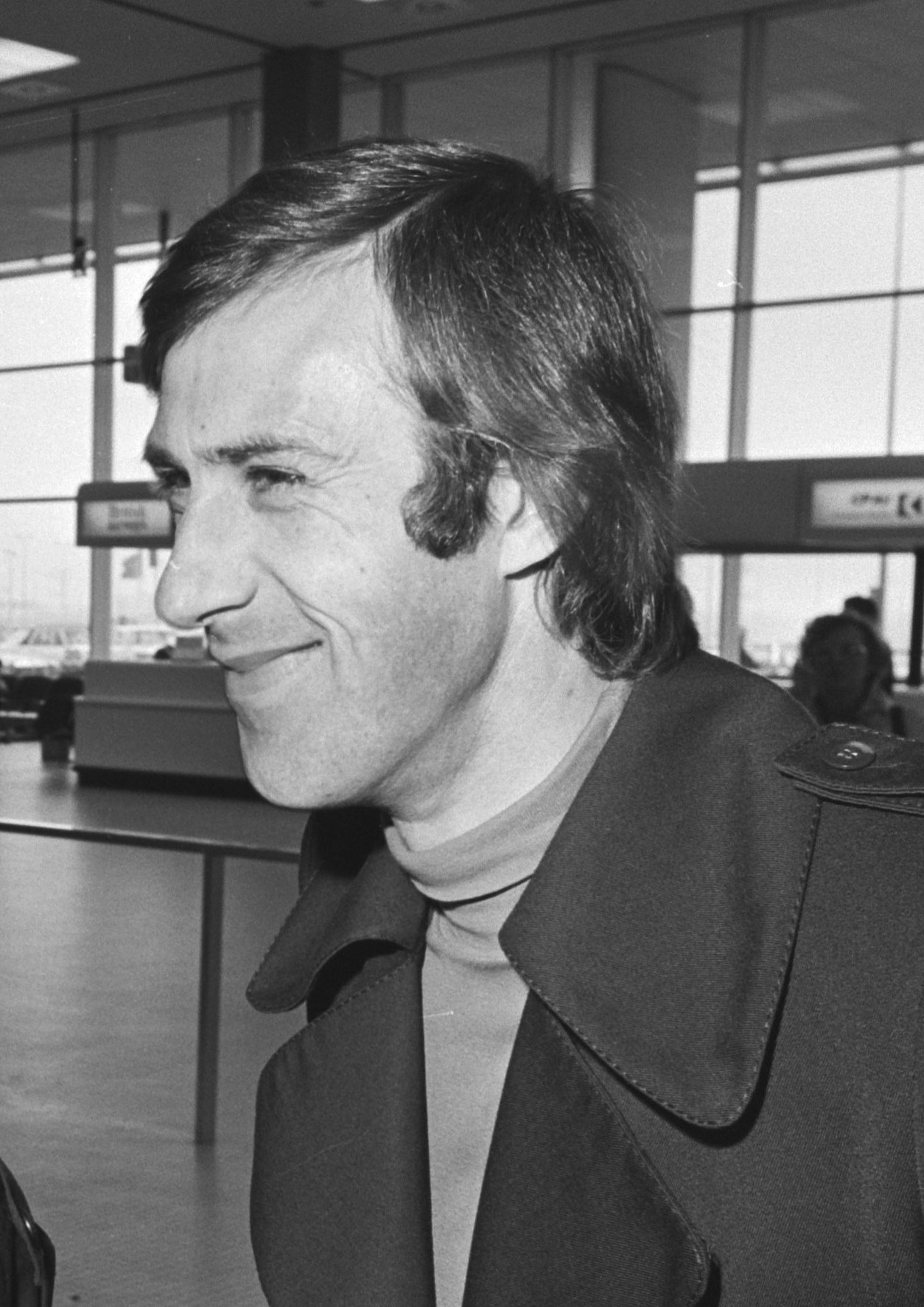
Ton Thie
25 februari

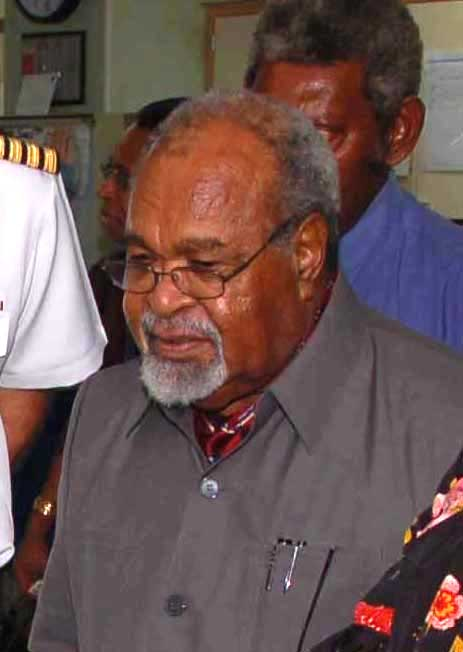
Michael Somare
26 februari

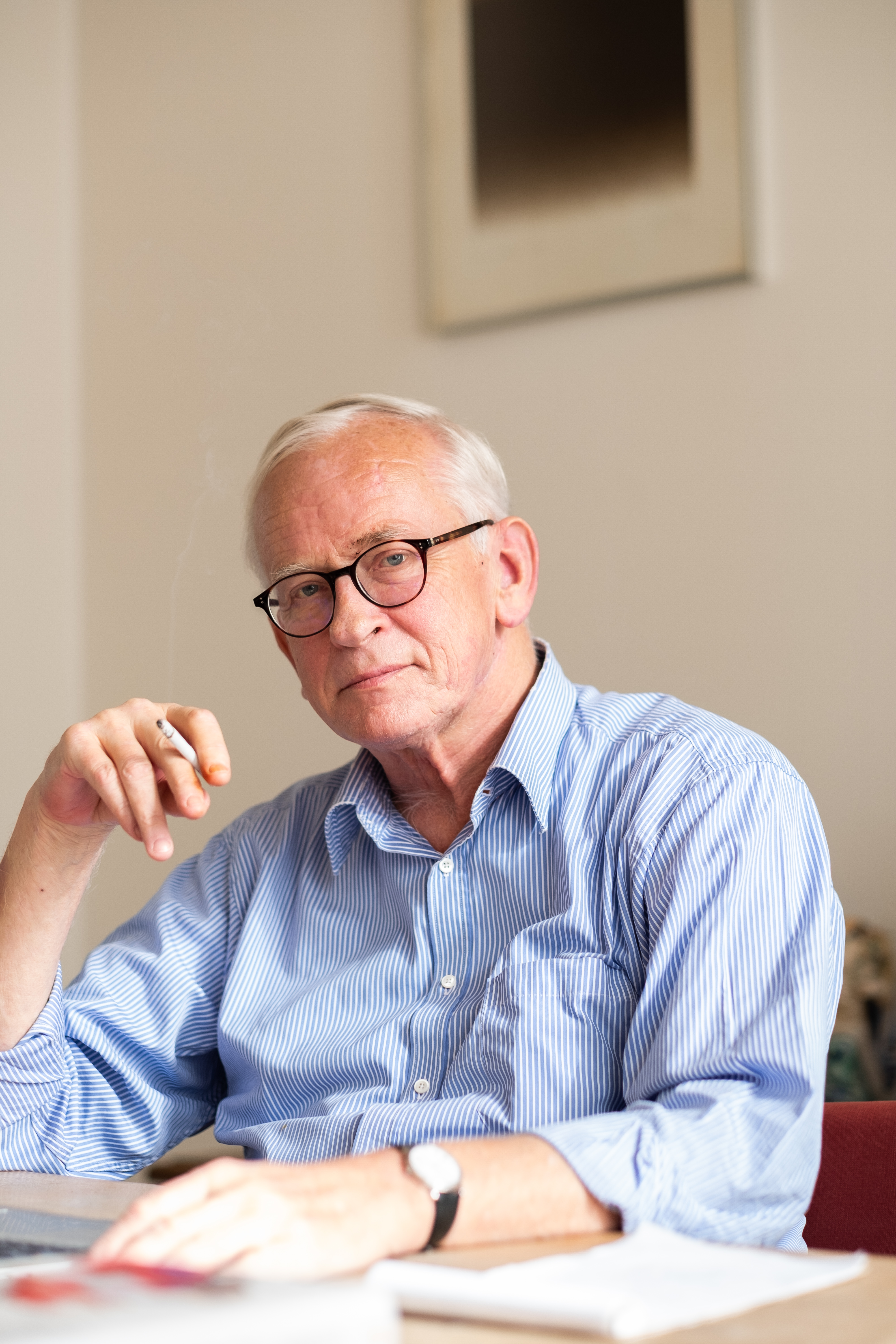
Peter Raedts
27 februari

| 1 | 2 | 3 | 4 | 5 | 6 | 7 | 8 | 9 | 10 | 11 | 12 | 13 | 14 | 15 | 16 | 17 | 18 | 19 | 20 | 21 | 22 | 23 | 24 | 25 | 26 | 27 | 28 |
| - | - | - | - | - | - | - | - | - | -- | -- | -- | -- | -- | -- | -- | -- | -- | -- | -- | -- | -- | -- | -- | -- | -- | -- | -- |

### 1 februari
- Adri Dees (78), Nederlands burgemeester[1]
- Dustin Diamond (44), Amerikaans acteur[2]
- Jean Dubois (94), Belgisch hockeyspeler[3]
- Jonas Gricius (92), Litouws cameraman[4]
- Peter Hindley (76), Brits voetballer[5]
- Ricky Powell (59), Amerikaans popfotograaf[6]
- Tamara Rylova (89), Russisch schaatsster[7]
- Ryszard Szurkowski (75), Pools wielrenner[8]
- Jamie Tarses (56), Amerikaans televisieproducente[9]

### 2 februari
- Maureen Colquhoun (92), Brits politica[10]
- Rennie Davis (80), Amerikaans vredeactivist[11]
- Tonny Fens (75), Nederlands voetballer[12]
- Millie Hughes-Fulford (75), Amerikaans astronaut[13]
- Tom Moore (100), Brits militair en fondsenwerver[14]
- Fausta Morganti (76), San Marinees politica[15]
- John Henry Osmeña (86), Filipijns politicus[16]
- David Seyfort Ruegg (89), Amerikaans Indiakundige, tibetoloog en boeddholoog[17]

### 3 februari
- Kris De Bruyne (70), Belgisch zanger[18]
- Haya Harareet (89), Israëlisch actrice[19]
- Patrick Lebon (81), Belgisch film- en televisieregisseur[20]
- Tony Trabert (90), Amerikaans tennisser, tennisverslaggever, -leraar, auteur[21]

### 4 februari
- Naim Attallah (89), Palestijns-Brits zakenman en schrijver[22]
- Dianne Durham (52), Amerikaans turnster[23]
- Santiago García (30), Uruguayaans voetballer[24]
- Lokman Slim (58), Libanees uitgever, publicist en politiek activist[25]
- Durk Stegwee (95), Nederlands plantenfysioloog[26]

### 5 februari
- Isa Bellini (98), Italiaans actrice, presentatrice en zangeres[27]
- Josef Benz (76), Zwitsers bobsleeremmer[28]
- Christopher Plummer (91), Canadees acteur[29]
- Butch Reed (66), Amerikaans worstelaar[30]
- Örs Siklósi (29), Hongaars zanger[31]
- Leon Spinks (67), Amerikaans bokser[32]
- Han Urbanus (93), Nederlands honkballer[33]
- Wim Vrösch (75), Nederlands voetballer en voetbalscout[34]
- Jim Weatherly (77), Amerikaans songwriter[35]

### 6 februari
- Theo van Haren Noman (103), Nederlands cineast[36]
- Loek Loevendie (88), Nederlands honkballer[37]
- Jan Willem Loot (77), Nederlands jurist, cellist en bestuurder[38]
- Abdelkhalek Louzani (75), Marokkaans voetballer[39]
- George Shultz (100), Amerikaans econoom en politicus[40]

### 7 februari
- Luis Feito (91), Spaans kunstschilder[41]
- Leslie Laing (95), Jamaicaans atleet[42]
- Mario Osbén (70), Chileens voetbaldoelman[43]
- Giuseppe Rotunno (97), Italiaans cameraman[44]
- Moufida Tlatli (73), Tunesisch filmregisseur en politica[45]

### 8 februari
- Koen Blijweert (64), Belgisch zakenman en lobbyist[46]
- Jean-Claude Carrière (89), Frans acteur, filmregisseur en scenarioschrijver[47]
- Hilde de Haan (71), Nederlands architectuurjournalist en auteur[48]
- GertJan Nijpels (69), Nederlands burgemeester[49]
- Els Vader (61), Nederlands atlete[50]
- Mary Wilson (76), Amerikaans zangeres[51]

### 9 februari
- Richie Albright (81), Amerikaans drummer[52]
- Ezhar Cezairli (58), Turks-Duits tandarts en politica[53]
- Chick Corea (79), Amerikaans pianist[54]
- Franco Marini (87), Italiaans politicus[55]
- Josef Kolmaš (87), Tsjechisch sinoloog en tibetoloog[56]

### 10 februari
- Victor Ambrus (85), Hongaars-Brits illustrator[57]
- Dai Davies (72), Brits voetballer[58]
- Luc Dhoore (92), Belgisch politicus[59]
- Jon Mark (77), Brits zanger, (bas)gitarist, platenproducer en percussionist[60]
- Enrique Pérez Díaz (Pachín) (82), Spaans voetballer[61]
- Larry Flynt (78), Amerikaans tijdschriftuitgever[62]
- Luc Versteylen (93), Belgisch priester[63]
- Tom Waterreus (77), Nederlands beeldhouwer[64]

### 11 februari
- Ebbe Kops (91), Deens bokser[65]
- Marcelino da Mata (80), Portugese luitenant-kolonel[66]
- Leslie E. Robertson (92), Amerikaans ingenieur[67]
- Isadore Singer (96), Amerikaans wiskundige[68]

### 12 februari
- Gianni Beschin (67), Italiaans voetbalscheidsrechter[69]
- Milford Graves (79), Amerikaans jazzdrummer en -percussionist[70]
- Lynn Stalmaster (93), Amerikaans castingdirector[71]

### 13 februari
- Louis Clark (73), Brits keyboardspeler[72]
- Rob Hajer (92), Nederlands vormingswerker, wetenschapper en bestuurder[73]
- Helen Meier (91), Zwitsers auteur[74]
- Olle Nygren (91), Zweeds speedwayrijder[75]
- Sinyo Harry Sarundajang (76), Indonesisch politicus[76]
- Yury Vlasov (85), Oekraïens gewichtheffer[77]

### 14 februari
- Berend Jansema (78), Nederlands burgemeester[78]
- Carlos Menem (90), president van Argentinië[79]
- Doug Mountjoy (78), Brits snookerspeler[77]
- Ion Mihai Pacepa (92), Roemeens generaal[80]
- Hylke Tromp (85), Nederlands polemoloog[81]

### 15 februari
- Leopoldo Luque (71), Argentijns voetballer[82]
- Johnny Pacheco (85), Dominicaans salsamuzikant[83]
- Eva Maria Pracht (83), Duits-Canadees ruiter[84]

### 16 februari
- Tonton David (53), Frans reggaezanger en -componist[85]
- Bernard Lown (99), Amerikaans uitvinder van de Defibrillator[86]
- Egbert Mulder (80), Nederlands voetbalscheidsrechter[87]
- Gustavo Noboa (83), president van Ecuador[88]
- Atsutada Otaka (76), Japans componist en muziekpedagoog[89]
- Jan Sokol (84), Tsjechisch filosoof, dissident en politicus[90]
- Elly Witkamp (85), Nederlands atlete[bron?]

### 17 februari
- Ewan Beckford (U-Roy) (78), Jamaicaans reggaezanger[91]
- Jacinto Cayco (96), Filipijns zwemmer[92]
- Jan Geersing (80), Nederlands politicus[93]
- Hennie Kenkhuis (68), Nederlands politicus[94]
- Rush Limbaugh (70), Amerikaans radiopresentator[95]
- Gianluigi Saccaro (82), Italiaans schermer[96]
- Arkoç Özcan (81), Turks voetballer en voetbalcoach[97]
- René Roemersma (62), Nederlands anti-apartheidsactivist[98]
- Martha Stewart (98), Amerikaans actrice en zangeres[99]

### 18 februari
- Prince Markie Dee (52), Amerikaans rapper[100]
- Jean van Geuns (96), Nederlands verzetsstrijder in de Tweede Wereldoorlog[101]
- Leonid Jatsjmenjov (83), Russisch basketbalcoach[102]
- Jan Mans (80), Nederlands burgemeester[103]
- Kristofer Schipper (86), Nederlands sinoloog[104]

### 19 februari
- Đorđe Balašević (67), Servisch singer-songwriter[105][106]
- Arturo Di Modica (80), Italiaans beeldhouwer[107]
- Leopold Lippens (79), Belgisch politicus[108]
- Jaysira Ravenberg (35), Nederlands visagiste en influencer[109]

### 20 februari
- Mauro Bellugi (71), Italiaans voetballer[110]
- Joe Burke (81), Iers accordeonspeler[111]
- Henri Courtine (90), Frans judoka[112]
- Chris Craft (81), Brits autocoureur en -ontwerper[113]
- Tom Struick van Bemmelen (90), Nederlands politicus[114]
- Nicola Tempesta (85), Italiaans judoka[115]
- Douglas Turner Ward (90), Amerikaans acteur, regisseur en activist[116]

### 21 februari
- Hannie Bruinsma-Kleijwegt (84), Nederlands burgemeester[117]
- André Dufraisse (94), Frans veldrijder en wielrenner[118]
- Hélène Martin (92), Frans zangeres[119]
- Jacqueline Quef-Allemant (83), Frans schrijfster[120]
- Zlatko Saračević (59), Kroatisch handballer[121]
- Marc Waelkens (72), Belgisch archeoloog[122]

### 22 februari
- Luca Attanasio (43), Italiaans ambassadeur[123]
- Raymond Cauchetier (101), Frans fotograaf[124]
- Lawrence Ferlinghetti (101), Amerikaans dichter en schrijver[125]
- Jos Waals (77), Nederlands burgemeester[126]

### 23 februari
- Mark de Brouwer (50), Nederlands diskjockey en voice-over[127]
- Fausto Gresini (60), Italiaans motorcoureur[128]
- Peter Harris (88), Brits televisieregisseur[129]
- Tormod Knutsen (89), Noors noordse combinatieskiër[130]
- Juan Carlos Masnik (77), Uruguayaans voetballer[131]
- Geoffrey Scott (79), Amerikaans acteur[132]
- Heinz Hermann Thiele (79), Duits ondernemer[133]
- Frits Veerman (76), Nederlands klokkenluider[134]
- Ahmed Zaki Yamani (90), Saoedi-Arabisch politicus[135]

### 24 februari
- Bulantrisna Djelantik (73), Nederlands-Balinees danser en arts[136]
- Norbert Joris (94), Belgisch ondernemer en bestuurder[137]
- Sean Kennedy (35), Australisch rockmuzikant[138]
- Alan Robert Murray (66), Amerikaans geluidsredacteur[139]
- Ronald Pickup (80), Brits acteur[140]
- Jan Verbree (80), Nederlands burgemeester[141]

### 25 februari
- Albert Bers (89), Belgisch voetballer en voetbaltrainer[142]
- John Geddert (63), Amerikaans gymnastiektrainer[143]
- Peter Gotti (81), Amerikaans maffiabaas[144]
- Erik Myers (40), Amerikaans stand-upcomedian[145]
- Pieter Neleman (84), Nederlands jurist[146]
- Jan van de Roemer (63), Nederlands schaatser[147]
- Fred Segal (87), Amerikaans modeontwerper[148]
- Ton Thie (76), Nederlands voetballer[149]
- Vladimir Zuykov (86), Russisch illustrator[150]

### 26 februari
- Charles Boucher (63), Nederlands hoogleraar en viroloog[151]
- Olof Hendriksen (81), Nederlands voetballer[152]
- Aleksandr Klepikov (70), Russisch roeier[153]
- Hannu Mikkola (78), Fins rallyrijder[154]
- Alfredo Quintana (32), Portugees handballer[155]
- Michael Somare (84), Papoea-Nieuw-Guinees politicus[156]

### 27 februari
- Ng Man-Tat (69), Hongkongs acteur[157]
- Peter Raedts (72), Nederlands historicus[158]

### 28 februari
- Thijs van Berckel (92), Nederlands burgemeester[159]
- Johnny Briggs (85), Brits acteur[160]
- Sjuwke Kunst (98), Nederlands kunstenares[161]
- Glenn Roeder (65), Engels voetballer en voetbaltrainer[162]

### Datum onbekend
- Henk Nijman (53), Nederlands hoogleraar en forensisch psycholoog[163]

januari ·
februari ·
maart ·
april ·
mei ·
juni ·
juli ·
augustus ·
september ·
oktober ·
november ·
december
1900 ·
1901 ·
1902 ·
1903 ·
1904 ·
1905 ·
1906 ·
1907 ·
1908 ·
1909 ·
1910 ·
1911 ·
1912 ·
1913 ·
1914 ·
1915 ·
1916 ·
1917 ·
1918 ·
1919 ·
1920 ·
1921 ·
1922 ·
1923 ·
1924 ·
1925 ·
1926 ·
1927 ·
1928 ·
1929 ·
1930 ·
1931 ·
1932 ·
1933 ·
1934 ·
1935 ·
1936 ·
1937 ·
1938 ·
1939 ·
1940 ·
1941 ·
1942 ·
1943 ·
1944 ·
1945 ·
1946 ·
1947 ·
1948 ·
1949 ·
1950 ·
1951 ·
1952 ·
1953 ·
1954 ·
1955 ·
1956 ·
1957 ·
1958 ·
1959 ·
1960 ·
1961 ·
1962 ·
1963 ·
1964 ·
1965 ·
1966 ·
1967 ·
1968 ·
1969 ·
1970 ·
1971 ·
1972 ·
1973 ·
1974 ·
1975 ·
1976 ·
1977 ·
1978 ·
1979 ·
1980 ·
1981 ·
1982 ·
1983 ·
1984 ·
1985 ·
1986 ·
1987 ·
1988 ·
1989 ·
1990 ·
1991 ·
1992 ·
1993 ·
1994 ·
1995 ·
1996 ·
1997 ·
1998 ·
1999 ·
2000 ·
2001 ·
2002 ·
2003 ·
2004 ·
2005 ·
2006 ·
2007 ·
2008 ·
2009 ·
2010 ·
2011 ·
2012 ·
2013 ·
2014 ·
2015 ·
2016 ·
2017 ·
2018 ·
2019 ·
2020 ·
2021 ·
2022 ·
2023 ·
2024 ·
2025